# Loango

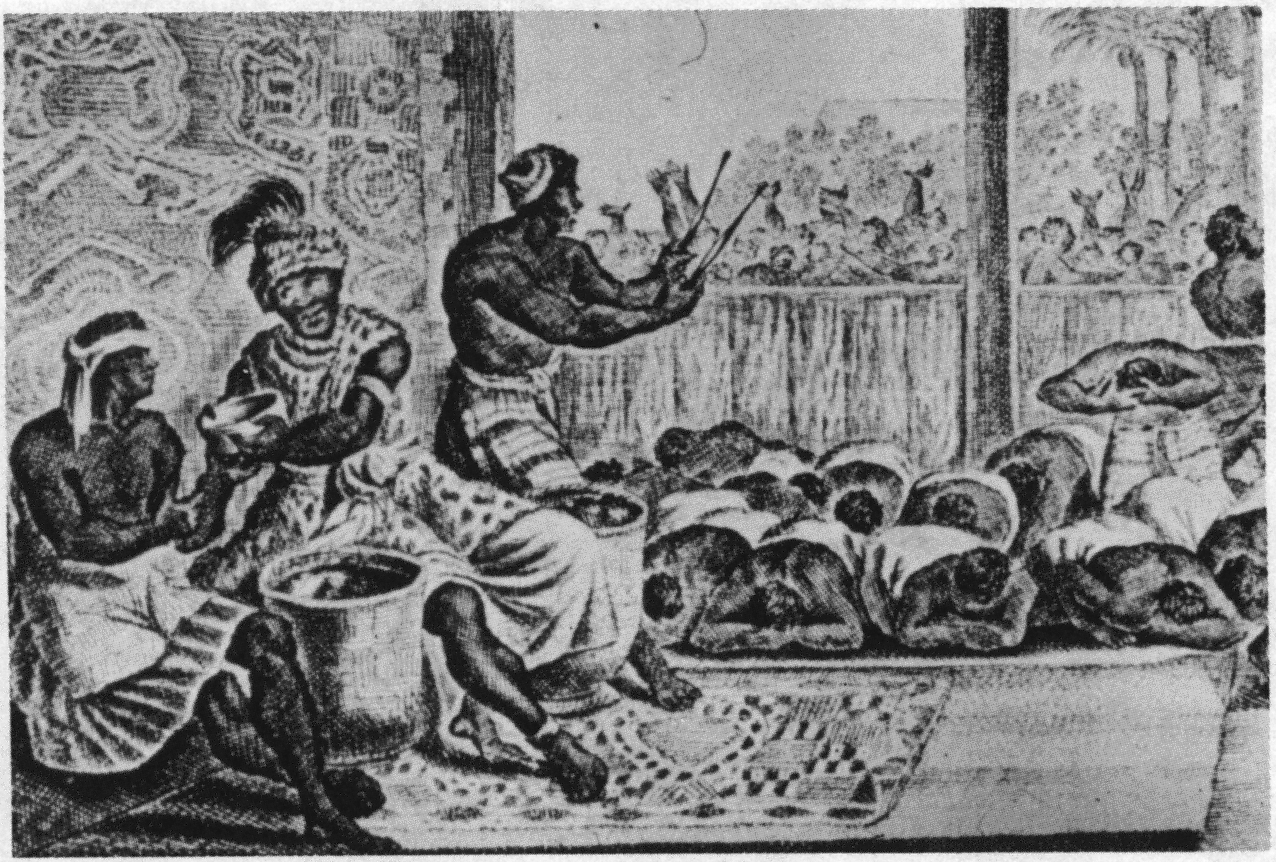
Bild från hovet i Loango 1686.

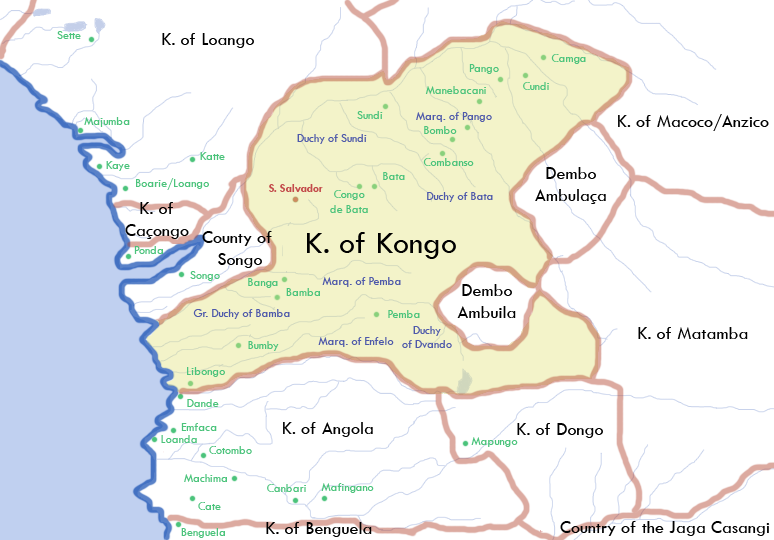
Loango och Kakongo på en karta över Kongoriket med omgivning 1711.

Loango var ett kungadöme i nuvarande Kongo-Brazzaville och den angolanska enklaven Kabinda från 1400-talet till den franska och portugisiska koloniseringen på 1800-talet. Under sin storhetstid sträckte sig riket från Mayombe i norr till Kongofloden.
Invånarna talade huvudsakligen kikongo. I söder gränsade riket till två andra småriken i nuvarande Kabinda: Kakongo och Ngoyo; samt till det mäktiga Kongoriket, Centralafrikas stormakt under hela medeltiden. Enligt dokument från Kongoriket från 1500-talet, i sin tur baserade på muntlig litteratur, ska Loango en gång ha varit en del av det kongolesiska riket, och då hört till provinsen Kakongo. Kakongo bröt sig ur Kongoriket omkring 1550.
Loango delades under kolonisationen mellan Franska Kongo (större delen), Fristaten Kongo och Portugisiska Västafrika.

## Regentlängd
Regentlängden är ofullständig, och innehåller kungar utan någon makt som gjort anspråk på tronen under kolonialtiden.
- Moe Poaty I Kamangou (1600-talet)
- Ngouli N'Kama Loembe (1600-talet)
- N'Gangue M'voumbe Niambi (1600-talet)
- N'Gangue M'voumbe Nombo (?–1766)
- ingen kung
- N'Gangue M'voumbe Makosso (1773–1787)
- ingen kung
- N'Gangue M'voumbe Makosso Ma Nombo (?–1840)
- N'Gangue M'voumbe Makosso Ma N'Sangou (1840–1885)
- Moe Pratt (1885–?)
- ingen kung
- M'voudoukousala (?–?)
- Moe Loembe Lou N'Gombi (?–?)
- Moe Loembe (?–?)
- Moe Poaty II (?–?)
- Moe "Kata Matou" (1923–1926)
- ingen kung
- Moe Poaty III (1931–1975)
- ingen kung
- Moe Taty (2004–)